# Алехо Расселл
Алехо Расселл (ісп. Alejo Russell; 9 вересня 1916 — 27 травня 1977) — колишній аргентинський тенісист.
Здобув 19 одиночних титулів.
Найвищим досягненням на турнірах Великого шолома був фінал в змішаному парному розряді.
Завершив кар'єру 1955 року.

## Фінали турнірів Великого шолома

### Мікст: (1 поразка)
| Результат | Рік  | Турнір        | Партнер               | Суперники            | Рахунок       |
| --------- | ---- | ------------- | --------------------- | -------------------- | ------------- |
| Поразка   | 1942 | Чемпіонат США | Патрісія Каннінґ-Тодд | Луїз Браф Тед Шредер | 6–3, 1–6, 4–6 |